# Число на Греъм
Числото на Греъм (на английски: Graham's number) е голямо число, което е горна граница при решаването на определен проблем в теорията на Рамзи. Това е едно от най-големите числа, използвано до момента в математическо доказателство. То е много по-голямо от гуголплекс. Открито е през 70-те години от Рон Греъм, математик и бивш цирков артист. Отнася се до бихроматични хиперкубове и не може да бъде изразено без специална бройна система. Числото става известно на широката публика след като Мартин Гарднър го описва в колонката си „Математически игри“ на списание Scientific American през ноември 1977 г. В статията си Гарднър пише: „В непубликувано доказателство Греъм установи … толкова голяма (математическа) граница, която бие рекорда за най-голямо число, използвано някога в сериозно математическо доказателство“.
През 1980 Книгата на Гинес публикува твърдението на Гарднър, провокирайки още повече интереса на публиката към това число. Числото на Греъм е в невъобразима степен по-голямо от всяко друго добре известно голямо число като гугол, гуголплекс, по-голямо дори от числото на Скюз и числото на Мозер. По същество, цялата наблюдаема вселена е твърде малка, за да събере обичайния запис на числото на Греъм в десетична бройна система, като се предполага, че записът на всяка цифра ще заеме поне един елементарен обем на Планк. Даже запис от вида {\displaystyle a^{b^{c^{\cdot ^{\cdot ^{\cdot }}}}}} (степенна кула) е безполезен за тази цел, макар че това число може да бъде записано с рекурсивни формули, като нотацията на Кнут или еквивалентна на нея нотация, както постъпва и Греъм. Последните 10 цифри от числото на Греъм са …2464195387.